# Ruschia congesta
Ruschia congesta är en isörtsväxtart som först beskrevs av Salm-dyck, och fick sitt nu gällande namn av L. Bol. Ruschia congesta ingår i släktet Ruschia och familjen isörtsväxter. Inga underarter finns listade i Catalogue of Life.